# National Bureau of Economic Research
El National Bureau of Economic Research (NBER) és una organització privada nord-americana, sense ànim de lucre, dedicada a la realització i difusió de la recerca econòmica. Des de la seva fundació el 1920, l'NBER és considerada una de les principals organitzacions de recerca econòmica dels Estats Units.
L'NBER és conegut per ser l'organisme que estableix oficialment les dates en què els Estats Units entra o surt de les recessions. Per prendre aquesta decisió no només es basen en l'evolució del PIB sinó que també tenen en compte la tendència d'altres variables, com l'ocupació, la renda o la producció industrial.
Inicialment, la recerca se centrà en l'estudi del cicle econòmic i del creixement. Alguns d'aquests primers estudis foren el de Simon Kuznets sobre els comptes nacionals, el de Wesley Mitchell sobre el cicle econòmic o la recerca de Milton Friedman sobre els determinants del consum. Les activitats de l'NBER s'organitzen actualment en 20 programes de recerca. Alguns d'aquests programes són Envelliment, Infància, Finances Corporatives, Desenvolupament, Fluctuacions Econòmiques i Creixement, Educació, Medi Ambient i Energia, Economia de la Salut, Organització Industrial, Treball i Economia Pública.

## Membres notables

### Guanyadors del Premi Nobel d'Economia
- Christopher A. Sims 2011
- Thomas J. Sargent 2011
- Peter A. Diamond 2010
- Dale T. Mortensen 2010
- Paul Krugman 2008
- Edward C. Prescott 2004
- Finn E. Kydland 2004
- Robert F. Engle 2003
- Joseph Stiglitz 2001
- George Akerlof 2001
- James Heckman 2000
- Daniel McFadden 2000
- Robert C. Merton 1997
- Myron S. Scholes 1997
- Robert Lucas 1995
- Robert W. Fogel 1993
- Gary S. Becker 1992
- George J. Stigler 1982
- Theodore W. Schultz 1979
- Milton Friedman 1976
- Wassily Leontief 1973
- Simon Kuznets 1971